# Fissidens brassii
Fissidens brassii är en bladmossart som beskrevs av Edwin Bunting Bartram 1943. Fissidens brassii ingår i släktet fickmossor, och familjen Fissidentaceae. Inga underarter finns listade i Catalogue of Life.